# HD 112758
HD 112758 ist ein etwa 69 Lichtjahre von der Erde entfernter Hauptreihenstern im Sternbild Jungfrau. Er ist mit einer scheinbaren Helligkeit von 7,56 mag mit bloßem Auge auch unter optimalen Beobachtungsbedingungen nicht mehr zu sehen. Der Stern hat einen spektroskopischen Begleiter, bei dem es sich vermutlich um einen Roten Zwerg handelt.

## Spektroskopischer Begleiter
Die ursprünglich abgeschätzte Mindestmasse von 35 Jupitermassen ließ die Möglichkeit offen, dass es sich bei dem Begleiter um einen Braunen Zwerg handeln könnte. Spätere Untersuchungen unter Einbezug von Hipparcos-Messungen zeigten jedoch, dass es sich mit größter Wahrscheinlichkeit um einen stellaren Begleiter handelt. Diese Studien ergaben eine Masse von (0,20 ± 0,04) M☉, wobei die Mindestmasse innerhalb des 3σ-Intervalls bei 0,032 M☉ lag.

Die Umlaufbahn des spektroskopischen Begleiters weist eine Periode von (103,26 ± 0,03) Tagen und eine Exzentrizität von (0,139 ± 0,010) auf.